# Neoechinorhynchus chelonos
Neoechinorhynchus chelonos är en hakmaskart som beskrevs av Schmidt, Esch och Gibbons 1970. Neoechinorhynchus chelonos ingår i släktet Neoechinorhynchus och familjen Neoechinorhynchidae. Inga underarter finns listade i Catalogue of Life.